# Limnophora fasciolata
Limnophora fasciolata este o specie de muște din genul Limnophora, familia Muscidae, descrisă de Stein în anul 1910. Conform Catalogue of Life specia Limnophora fasciolata nu are subspecii cunoscute.